# Live at the Astoria
Live at the Astoria è un filmato del gruppo Radiohead, uscito in VHS nel 1995 ed in DVD nel 2005.

## Il filmato
Il filmato documenta il concerto tenutosi al London Astoria il 27 maggio 1994.
Il VHS è stato realizzato nel 1995, mentre il DVD è stato pubblicato il 21 novembre del 2005 in Gran Bretagna e il giorno seguente negli Stati Uniti e in Canada.
Tutti i brani sono scritti dai Radiohead e pubblicati dalla Warner Chappell Music Ltd.
La grafica è stata curata da Stanley Donwood e The White Chocolate Farm.

## Tracce
1. You (3:48)
2. Bones (3:08)
3. Ripcord (3:17)
4. Black Star (3:44)
5. Creep (4:10)
6. The Bends (3:56)
7. My Iron Lung (5:06)
8. Prove Yourself (2:24)
9. Maquiladora (3:16)
10. Vegetable (3:14)
11. Fake Plastic Trees (4:29)
12. Just (3:43)
13. Stop Whispering (5:16)
14. Anyone Can Play Guitar (4:16)
15. Street Spirit (Fade Out) (4:24)
16. Pop Is Dead (2:22)
17. Blow Out (6:14)